# Walter Jauch
Walter Jauch (* 13. August 1888 in Hamburg; † 14. Januar 1976 ebenda) war ein Versicherungskaufmann und Unternehmensgründer.

## Leben
Jauch lernte vor dem Ersten Weltkrieg in London den Kaufmann Otto Hübener kennen und gründete mit ihm, als Rittmeister der Reserve aus dem Krieg zurückgekehrt, 1919 die Versicherungsmakler- und Rückversicherungsmaklerfirma Jauch & Hübener (heute Aon Jauch & Hübener) in Hamburg. Das Unternehmen arbeitete sich binnen kurzer Zeit dank der herausragenden Unternehmerpersönlichkeit Hübeners in eine Spitzenstellung empor. Jauch förderte das Unternehmen unter anderem durch seine familiären Kontakte zur Hamburgischen Wirtschaft. In der Folge entwickelten sich Jauch & Hübener zum bedeutendsten Versicherungs- und Rückversicherungsmakler des Kontinents. Über Jauchs Cousin Hans Oster hatten Jauch & Hübener Verbindung zum militärischen Widerstand im Dritten Reich.
Jauch diente im 2. Hannoverschen Dragoner-Regiment Nr. 16 in Lüneburg. Er war Inhaber des Eisernen Kreuzes II. und I. Klasse und weiterer Auszeichnungen im Ersten Weltkrieg. Zudem diente er auch im Zweiten Weltkrieg als Soldat. Verheiratet war er mit Gertrud Jauch (geb. Kähler). Der einzige Sohn Oswald fiel im Zweiten Weltkrieg.
Walter Jauch wurde in der heute von Rhododendren zugewachsenen Familiengrabstätte auf dem Friedhof Ohlsdorf (Planquadrat P 20) beigesetzt.

## Familie
Walter Jauch entstammte der hamburgischen Kaufmannsfamilie Jauch. Sein Cousin war der Oberst und Freikorpsführer Hans Jauch (1883–1965), sein angeheirateter Cousin der Generalmajor und Widerstandskämpfer Hans Oster (1887–1945).